# Епанова
Епанова — деревня в Кудымкарском районе Пермского края. Входила в состав Белоевского сельского поселения. Располагается на реке Исаковке северо-западнее от города Кудымкара. Расстояние до районного центра составляет 27 км. По данным Всероссийской переписи населения 2010 года, в деревне проживало 42 человека (20 мужчин и 22 женщины).

## История
По данным на 1 июля 1963 года, в деревне проживало 196 человек. До конца 1962 года населённый пункт входил в состав Карбасовского сельсовета, а в 1963 году деревня вошла в состав Белоевского сельсовета.

## Население
| 2010 |
| ---- |
| 42   |

## Известные уроженцы, жители
- Епанов, Павел Фёдорович (13.11.1924 — 02.05.1975) — полный кавалер ордена Славы.